# L'assassin est à l'écoute
Pour plus de détails, voir Fiche technique et Distribution.
L'assassin est à l'écoute est un film français réalisé par Raoul André, sorti en 1948.

## Synopsis
1er avril, c'est jour de farces, même à la radio. Les collègues s'amusent mais le préposé au courrier des lecteurs, Germain, est assassiné. Le même jour, c'est Albert qui est enlevé. Francis et Pierre, les plus farceurs de la radio, décident de mener l'enquête avec Louise tandis que tout le monde est convoqué au poste de police pour élucider cette affaire.

## Fiche technique
- Titre : L'assassin est à l'écoute
- Scénario, dialogues et lyrics : Francis Blanche, Pierre Cour
- Adaptation et réalisation : Raoul André
- Décors : Louis Le Barbenchon
- Photographie : Robert Juillard
- Montage : Gabriel Rongier
- Musique : Jean Solar
- Production : André Hugon
- Pays d'origine :  France
- Format : Noir et blanc - 35 mm - Mono
- Genre : Comédie policière
- Durée : 88 minutes
- Date de sortie : 8 septembre 1948 en France

## Distribution
- Louise Carletti : Louise Josèphe
- Marguerite Moreno : Mémé Renaud
- Francis Blanche : lui-même
- Pierre Cour : lui-même
- Albert : le régisseur Albert
- Louis Blanche : le commissaire
- Henri Bosc : Bob Germain
- Jean-Roger Caussimon : le commissaire Simon
- Robert Dalban : le patron
- Paul Demange : Mick
- Éliane Dorsay : elle-même
- Adrienne Gallon : Mlle Spontex
- Jérôme Goulven : Torelli
- Yette Lucas : Mme Bec
- André Numès Fils : un inspecteur
- Liane Marlene : Doris
- Albert Michel : le pompier
- Jacques Marin : le barman
- Eugène Yvernes : Roger Tollu
- Roger Legris : le premier empailleur
- Robert Casa : l'huissier